# 李孝光
李孝光，字季和，元朝温州乐清县（今浙江省乐清市）人。
李孝光从小博学，决心致力复兴古文，隐居在雁荡山五峰下，四方之士，从远处到他这里受学，名誉日益显闻，泰不华以他为师，南行台监察御史一起推荐他进入馆阁。至正七年（1347年），下诏征召隐士，召他担任秘书监著作郎，与完者图、执礼哈琅、董立一起应诏赴京师大都，在宣文阁见到元顺帝，进献《孝经图说》，元顺帝大悦，赐给他佳酿。次年，升为文林郎、秘书监丞。在官任上去世，时年五十三岁。李孝光以文章享名当世，其文章一概取法古人，而不迎合时世习尚，不是先秦、两汉的文句，绝不用以措辞。有文集二十卷。